# Onkologia i hematologia dziecięca
Onkologia i hematologia dziecięca – specjalizacja lekarska oraz dziedzina medycyny zajmująca się diagnostyką, leczeniem i profilaktyką nowotworów oraz nienowotworowych chorób układu krwiotwórczego i chłonnego u dzieci. W Polsce jest to priorytetowa dziedzina medycyny, a konsultantem krajowym onkologii i hematologii dziecięcej od 14 lutego 2017 jest prof. dr hab. Jan Styczyński.